# 増渕竜義
増渕 竜義（ますぶち たつよし、1988年5月3日 - ）は、埼玉県草加市出身の元プロ野球選手（投手）、野球指導者。右投右打。

## 来歴・人物

### プロ入り前
小学4年生の時に、軟式少年野球チームで野手として野球を始めた。中学時代から投手として活躍し、高校進学に際しては浦和学院、春日部共栄など地元私学からの勧誘もある中、地元草加市から30km離れた公立の鷲宮高校に進学。埼玉新聞や各スポーツ紙によると、鷲宮高校を志願した理由は、「公立高校の方が埼玉らしい」「公立の高校に入って私立の強豪校を倒したい」と述べている。また私立高校の勧誘そのものに疑問を投げかけたこともあった。
鷲宮高では1年生の秋からエースとなり、2年生で早くも140km/hを超える速球を投げ込んで注目を集めた。3年生の2006年夏の全国高等学校野球選手権埼玉大会では、5回戦の対市立浦和高校戦で147km/hを計測し、15奪三振のノーヒットノーランを達成。決勝で強打の浦和学院を相手に力投したが、0対4で敗れ甲子園出場はならなかった。
サイドスロー気味のスリークォーターのフォームと、剛速球、埼玉の公立高出身という共通点から斎藤雅樹の再来ともいわれた。2006年の高校生ドラフト会議においては、東京ヤクルトスワローズと西武ライオンズから指名を受けた。抽選の結果、スワローズが交渉権を獲得。外れた西武は木村文和（埼玉栄高校）を指名した。木村と増渕は、県内で互いに意識していた存在で、ライバルとして名を挙げたこともある。
女手一つで育てた母は、ヤクルトの販売員として働いており、プロ入り前からヤクルトと縁のある選手である。指名会見では「ヤクルト自体が好き」、「運命を感じる」と喜びを表し、インタビューでは母への感謝を口にしている。また本来高校生が希望球団を口にすることは禁じられているが、ドラフト会議前の取材において、オフレコでスワローズ志望であることを明かしていた事が、指名後に報道されている。
高校時代は投球のほとんどがストレートでありながら、あまり打たれていなかった。球種は左打者用のシンカーと右打者用のスライダーという、外に逃げる球があった。しかし、それ程曲がりの鋭い球種がなく、内角を突ける球もないため、比較的一本調子になりがちな投球と、制球力が課題であった。
11月11日に推定契約金8000万、年俸800万円で仮契約し、スワローズへの入団が決まった。背番号は増渕の生年にちなんだとも言われる、63に決定。仮契約後に五十嵐亮太を目標にあげ、「直球で真っ向勝負」したいと語っている。
地元新聞を通して「ハンカチ世代の雑草魂」と埼玉ファンから祝福された。

### ヤクルト時代
2007年は期待を受けて一軍キャンプスタートとなった。練習試合では自己最速を上回る152km/hをマークし、着実に成長も見せた。オープン戦でも5試合で防御率1.29と好投し、開幕試合は登録の関係で二軍登録で迎えたものの、高卒ルーキーながら一軍に帯同し、開幕ローテーション入りを果たした。
4月7日対広島東洋カープ2回戦に先発し、プロ入り初登板。7回を投げ、打者26人に86球、被安打4（被本塁打1）、奪三振5、与四球1、失点1（自責点1）と素晴らしい投球を披露した。しかし4月15日、4月22日と連続してKOされ、早々に二軍降格。ファームでも暴投を記録するなど芳しくない状態で、検査の結果右肩の故障が判明。5月中旬から2週間ほどノースローで調整し、リハビリに時間を費やす事となった。
シーズン終盤に再び1軍昇格すると、10月4日の対横浜戦で登板し、8回途中無失点で切り抜けプロ初勝利をあげた。ただこの試合は鈴木健の引退試合だったため、試合後のヒーローインタビューが行われなかった。さらにこの試合でラミレスが右打者でプロ野球史上初のシーズン200本安打を達成したため、翌日のスポーツ新聞でも大きく取り上げられることはなかった。
この年限りで引退した古田からは、ドラフト時に当たり籤を引いたこと、キャンプ時に「プロ投手の心得5カ条」を聞いたことの他、オフの引退時にも「今後も気になる存在」として名前をあげられるなど、何かと縁の多い関係となった。
契約更改では、高津臣吾の背番号22を引き継いだ。
プロ入り前から課題としてあげられていたように、球種と制球に悩まされる一年目となり、オフには多投できるツーシームを習得しようとしている。
2008年は一軍キャンプスタートで、先発投手として期待をかけられた。オープン戦では好調を維持し、3月18日には自己最速タイの152km/hを記録している。初登板の4月2日に一軍登録され、5回3失点と苦しみながらも勝利で飾り、前年に続き開幕からローテーション入りした。
シーズン計11試合に先発し、そこそこの成績を残していたが、5月6日、6月2日に登録を抹消されるなど、一軍定着にはいたらなかった。5月26日の対東北楽天ゴールデンイーグルス戦では、同期の田中将大との先発での投げ合いになったが、リック・ショートへの頭部死球が危険球と判断され、退場となった。7月27日に登録を抹消され、その後故障が判明し一軍に上がることができなかった。9月にはファームで復帰し、9月26日にはイースタン・リーグの優勝試合に登板している。
10月のフェニックス・リーグから、山部太の指導の下それまでのスリークォーターから肘を上げ、オーバースローにフォームを改造している。
2009年はファームでの練習中に打球を顎に当て、骨折。手術を受けることとなった。当初はシーズン中の復帰は絶望的とみられていたが順調に回復をみせ、夏場には2軍での登板ができるまでになった。オーバースローでの投球からスリークォーターに再び戻し、9月2日の阪神タイガース戦に先発するも、球速・球威ともに足りず7失点でKOされた。
2010年は140km/hそこそこに落ちてしまった速球も150km/hを記録するまで回復し、その球威を買われ中継ぎとして初の開幕1軍スタートとなった（厳密にはローテーションの関係で開幕に登録されていないだけで、開幕1軍帯同は過去2回している）。開幕からしばらくは主に敗戦処理やロングリリーフで登板し、5月13日のオリックス・バファローズ戦で打ち込まれるまで自責点0（失点3）と好調を維持し続けた。夏頃からは勝ち試合での救援登板も増え、6月にはそれまで勝利の方程式を担っていた押本健彦の不調に伴い、小川淳司監督代行から直々に新・勝利の方程式に指名された。夏場に一時離脱したが57試合に登板し、チームに欠かせない戦力に成長した。
2011年は先発に再転向。チームが4試合連続白星なしという開幕の中で初登板をして8回無失点の好投を見せて3年ぶりの先発勝利を果たす。その後交流戦で大きく崩れるものの、前半戦で5勝をあげた。
2012年は新加入のオーランド・ロマンが序盤から先発ローテーションに定着した影響で、再び中継ぎに転向。七條祐樹の登録抹消により5月末からローテーションに加わったものの、5試合で1勝3敗と結果を残せず、7月以降は再び中継ぎとなる。最終的に49試合に登板したものの、防御率が5点台に終わるなど振るわなかった。
2013年は開幕を二軍で迎えたが、4月18日にシーズン初の出場選手登録。一軍公式戦では、通算5試合の救援登板で、0勝0敗、防御率6.75という成績に終わった。
2014年は東日本大震災（2011年3月発生）からの復興支援や、野球以外の分野で初めての就労体験を目的に、自主トレーニング直前の1月6日に行きつけの焼肉店（東京・赤坂の「しょうろ苑」）で「1日店長」として接客を担当。当日の売上の30%に相当する金額と、来店者からの募金の全額を、福島県災害対策本部に寄付した。

### 日本ハム時代
シーズン開幕直後の3月31日に、今浪隆博との交換トレードで北海道日本ハムファイターズへ移籍することが発表された。背番号は、今浪が付けていた45を継承。移籍後は、投球フォームを従来のスリークォーターからサイドスローへ変更したが、プロ入り後初めて一軍公式戦への登板機会がなかった。シーズン終了後の契約交渉では、NPBの野球協約に定められた制限を上回る額の減俸を球団から提示。結局、前年の年俸（2,900万円）から55%減の1,300万円（いずれも推定）で契約を更改した。
2015年は投球フォームをスリークォーターに戻したが、2年続けて一軍公式戦への登板機会がなく、イースタン・リーグの公式戦でも、17試合の登板で1勝2敗、防御率9.37という成績にとどまった。10月2日に球団から戦力外通告を受けたことから、この年限りでの現役引退を決断。同月13日に、自身のtwitter公式アカウントを通じて、正式に引退を表明。

### 現役引退後
2016年の学生野球資格回復研修を受講したうえで、翌2017年2月7日に日本学生野球協会より学生野球資格回復の適性認定を受けたことにより、学生野球選手への指導が可能となった。
現在は自ら興した会社を経営しながら、埼玉県上尾市で上尾ベースボールアカデミーを開講し、塾長を務めている。
2020年12月、社会人野球チームのSUNホールディングス硬式野球部の投手コーチに就任、さらに投手として現役復帰することとなった。2022年からコーチ専任となっている。

## プレースタイル
高校時代からヤクルトへの入団直後までは、サイドスロー気味のスリークォーターから繰り出す最速152km/h（平均球速約140km/h）のストレートを最大の武器にしていた。また、スライダー・シンカー・ツーシームを軸に、カットボール・カーブなどの変化球を織り交ぜていた。

## 詳細情報

### 年度別投手成績
| 年 度    | 球 団    | 登 板 | 先 発 | 完 投 | 完 封 | 無 四 球 | 勝 利 | 敗 戦 | セ 丨 ブ | ホ 丨 ル ド | 勝 率 | 打 者 | 投 球 回 | 被 安 打 | 被 本 塁 打 | 与 四 球 | 敬 遠 | 与 死 球 | 奪 三 振 | 暴 投 | ボ 丨 ク | 失 点 | 自 責 点 | 防 御 率 | W H I P |
| -------- | -------- | ----- | ----- | ----- | ----- | -------- | ----- | ----- | -------- | ----------- | ----- | ----- | -------- | -------- | ----------- | -------- | ----- | -------- | -------- | ----- | -------- | ----- | -------- | -------- | ------- |
| 2007     | ヤクルト | 6     | 5     | 0     | 0     | 0        | 1     | 1     | 0        | 1           | .500  | 125   | 29.1     | 27       | 6           | 11       | 0     | 3        | 21       | 2     | 0        | 15    | 14       | 4.30     | 1.30    |
| 2008     | ヤクルト | 12    | 11    | 0     | 0     | 0        | 3     | 3     | 0        | 0           | .500  | 242   | 55.1     | 54       | 8           | 22       | 0     | 6        | 25       | 1     | 0        | 27    | 26       | 4.23     | 1.37    |
| 2009     | ヤクルト | 1     | 1     | 0     | 0     | 0        | 0     | 1     | 0        | 0           | .000  | 27    | 5.0      | 8        | 1           | 6        | 0     | 0        | 4        | 2     | 0        | 7     | 7        | 12.60    | 2.80    |
| 2010     | ヤクルト | 57    | 0     | 0     | 0     | 0        | 2     | 3     | 0        | 20          | .400  | 259   | 60.1     | 46       | 5           | 36       | 1     | 1        | 50       | 1     | 0        | 22    | 18       | 2.69     | 1.36    |
| 2011     | ヤクルト | 27    | 22    | 0     | 0     | 0        | 7     | 11    | 0        | 0           | .389  | 575   | 134.1    | 140      | 8           | 46       | 0     | 7        | 91       | 2     | 0        | 64    | 63       | 4.22     | 1.38    |
| 2012     | ヤクルト | 49    | 5     | 0     | 0     | 0        | 2     | 7     | 0        | 8           | .222  | 331   | 73.2     | 80       | 6           | 34       | 1     | 2        | 63       | 5     | 0        | 45    | 44       | 5.38     | 1.55    |
| 2013     | ヤクルト | 5     | 0     | 0     | 0     | 0        | 0     | 0     | 0        | 0           | ----  | 29    | 5.1      | 8        | 0           | 3        | 0     | 0        | 3        | 1     | 0        | 5     | 4        | 6.75     | 2.08    |
| NPB：7年 | NPB：7年 | 157   | 44    | 0     | 0     | 0        | 15    | 26    | 0        | 29          | .366  | 1588  | 363.1    | 363      | 34          | 158      | 2     | 19       | 257      | 14    | 0        | 185   | 176      | 4.36     | 1.43    |

### 記録
投手記録
- 初登板・初先発：2007年4月7日、対広島東洋カープ2回戦（明治神宮野球場）、7回4安打1失点
- 初奪三振：同上、1回表に東出輝裕から空振り三振
- 初勝利・初先発勝利：2007年10月4日、対横浜ベイスターズ21回戦（明治神宮野球場）、7回無失点
- 初ホールド：2007年10月9日、対横浜ベイスターズ24回戦（横浜スタジアム）、6回裏に2番手として救援登板、1回無失点

打撃記録
- 初安打：2008年5月18日、対阪神タイガース9回戦（阪神甲子園球場）、2回表に杉山直久から中前安打
- 初打点：2011年7月3日、対広島東洋カープ8回戦（MAZDA Zoom-Zoom スタジアム広島）、2回表に中村恭平から押し出し四球

### 背番号
- 63 （2007年）
- 22 （2008年 - 2014年途中）
- 45 （2014年途中 - 2015年）